# بلاك بوليت
الرصاصة السوداء (باليابانية: ブラック・ブレット، بالروماجي: Burakku Buretto) (بالإنجليزية: Black Bullet)‏ هي رواية خفيفة
من تأليف شيدين كانزاكي ورسوم ساكي أوكاي، نشرت في 10 يوليو عام 2011  حتى 10 أبريل عام 2014، وتكونت من 7 مجلدات، صدرت المانغا في 27 أغسطس عام 2012 حتى 27 يونيو عام 2014، في مجلة دينجيكي ماوه، إنتجت ألى أنمي تلفزيوني من قبل استوديو كينيما سيتروس وأورنج. عرض الأنمي في 8 أبريل عام 2014 حتي 1 يوليو 2014، وتكون من 13 حلقة.

## القصة
تدور احداث القصة في اليابان عام 2021 في مدينة طوكيو، حيث أصيبت البشرية بفيروس طفيلي متحول اسمه (غاستريا) أنتشر في كل مكان في العالم، وكانت البشرية على وشك الأبادة ولكن مع مرور مدة زمنية بدات البشرية بِوضع حواجز على المدن مصنوعة من مادة اسمها (الفارنيوم)، وهذه مادة تكرهها الغاستريا كثير. وتوجد الغاستيريا باحجام متنوعه وهي تشبه الوحوش وتنقل طفيلياتها للبشر حيث يصبحون مثلهَم مع مرور الوقت.

## الشخصيات

### تندو الأمن المدني
رينتارو ساتومي (باليابانية: 里見 蓮太郎، بالروماجي: Satomi Rentarō)
مؤدي الصوت: يوكي كاجي
إينجو أيهارا (باليابانية: 藍原 延珠، بالروماجي: Aihara Enju)
مؤدية الصوت: رينا هيداكا
كيسارا تيتدو (باليابانية: 天童 木更، بالروماجي: Tendō Kisara)
مؤدية الصوت: يوي هوريه
تينا سبراوت (باليابانية: ティナ・スプラウト، بالروماجي: Tina Supurauto)
مؤدية الصوت: تومويو كوروساوا

### الشخصيات أخرى
سيتينشي (باليابانية: 聖天子، بالروماجي: Seitenshi)
مؤدية الصوت: أكي تويوساكي
كيكونوجو تندو (باليابانية: 天童 菊之丞، بالروماجي: Tendō Kikunojō)
مؤدي الصوت: تاميو أوكي
ميوري شيبا (باليابانية: 司馬 未織، بالروماجي: Shiba Miori)
مؤدية الصوت: آمي كوشيميزو
كاغيتاني هيروكو (باليابانية: 蛭子 影胤، بالروماجي: Hiruko Kagetane)
مؤدي الصوت: ريكيا كوياما
كوهينا هيروكو (باليابانية: 蛭子 小比奈، بالروماجي: Hiruko Kohina)
مؤدية الصوت: آوي يوكي
شوغين إيكوما (باليابانية: 伊熊 将監، بالروماجي: Ikuma Shōgen)
مؤدي الصوت: هيروميتشي تيزوكا
كايو سنجو (باليابانية: 千寿 夏世، بالروماجي: Senju Kayo)
مؤدية الصوت: ميغومي هان
تاكوتو ياسواكي (باليابانية: 保脇 卓人، بالروماجي: Yasuwaki Takuto)
مؤدي الصوت: سوبارو كيمورا
كازوميتسو تندو (باليابانية: 天童 和光، بالروماجي: Tendō Kazumitsu)
مؤدي الصوت: كازويوكي أوكيتسو
سوميري موروتو (باليابانية: 室戸 菫، بالروماجي: Muroto Sumire)
مؤدية الصوت: يوكو كايدا
إين راند (باليابانية: エイン・ランド، بالروماجي: Ein Rando)
مؤدي الصوت: كوسكي توريومي

## وصلات خارجية
- موقع الأنمي الرسمي (باليابانية)

بلاك بوليت على موقع ANN manga (الإنجليزية)